# Mount Lopatin
Mount Lopatin ist ein 2670 m hoher Berg im ostantarktischen Viktorialand. In den Victory Mountains ragt er 10 km ostsüdöstlich des Mount Riddolls auf.
Der United States Geological Survey kartierte ihn anhand eigener Vermessungen und Luftaufnahmen der United States Navy aus den Jahren von 1960 bis 1964. Das Advisory Committee on Antarctic Names benannte ihn 1970 nach Boris Lopatin, einem sowjetischen Austauschwissenschaftler auf der McMurdo-Station im Jahr 1968.